# 1989 WO1
1989 WO1 är en asteroid i huvudbältet som upptäcktes den 20 november 1989 av de japanska astronomerna Minoru Kizawa, Takeshi Urata och Watari Kakei vid Nihondaira-observatoriet.
Asteroiden har en diameter på ungefär 24 kilometer.